# Giulio Cabianca
Giulio Cabianca (n. 19 februarie 1923 – d. 15 iunie 1961) a fost un pilot italian de Formula 1 care a evoluat în Campionatul Mondial între anii 1958 și 1960.